# Monestir de Tigva
El monestir de Tigva o del Trànsit de Maria (en georgià: თიღვის მონასტერი) és una església monàstica medieval georgiana ortodoxa del poble de Tigva a la vall del riu Prone, al territori que actualment és el territori disputat d'Ossètia del Sud. L'edifici del monestir és un disseny voltat de creu inscrita. Va ser fundat per Tamara, filla del rei David IV de Geòrgia, que es commemora en una inscripció georgiana que data de l'any 1152.

## Història

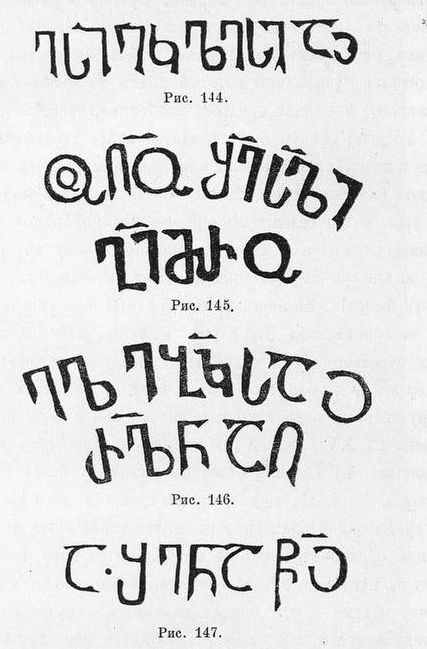
Inscripcions georgianes de l'església de Tigva reproduïdes per Uvarova el 1894

La fundació de l'església de Tigva s'esmenta en Les cròniques georgianes, i està datada en la inscripció de construcció del 1152. La seva donant, o mecenes, va ser Tamara, filla del rei georgià David IV «el Constructor» i la reina vídua de Xirvan, que es va convertir en monja a Tigva i va morir allà al 1161. A principis del segle xviii, una crisi a Geòrgia va afectar el monestir: el príncep Vakhushti, en la seva Descripció del Regne de Geòrgia, va presentar el monestir de Tigva com «voltat, elegant, bellament construït», però «sense sacerdot». Diversos edificis addicionals que envolten l'església, que encara existien a l'època de Vakhushti, van ser trobats en ruïnes per la comtessa Praskóvia Uvàrova durant la seva visita al 1890. Poc després de la visita d'Uvarova, l'església va ser reparada gràcies als esforços del sacerdot Zedginidze, els prínceps Amirejibi i els pagesos locals, el 1890.

## Arquitectura

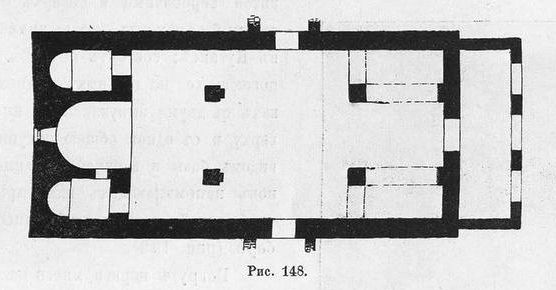
Plànol general de l'església de Tigva

L'edifici del monestir, construït amb blocs de pedra vermellosa, és una església de cúpula ben conservada, inscrita en un rectangle, amb les dimensions de 15 m x 24 m. Destaca el disseny ascètic i l'escassetat de decoració; l'església té l'altar amb un absis i tres braços rectangulars de creuer. La pròtesi i el diacònicon també es troben a l'absis. La cúpula descansa sobre les cantonades de les parets de l'absis a l'est i dos pilars independents a l'oest. El tret característic és la presència de nàrtex i cor a l'oest. L'església té tres entrades, al nord, al sud i a l'oest. Sobre la porta nord hi ha una inscripció georgiana en alfabet asomtavruli, publicada per primera vegada per Marie-Félicité Brosset el 1851. El seu text rimat esmenta Tamara, com a donant. L'interior estava decorat amb frescs, però els murals ara són tot just perceptibles.
Al nord-oest de l'edifici principal de l'església hi havia un palau de dos pisos, construït per a Tamara. Estava connectat directament a la galeria de l'església pel mig d'un pont a través d'una porta oberta a la part occidental de la paret nord.

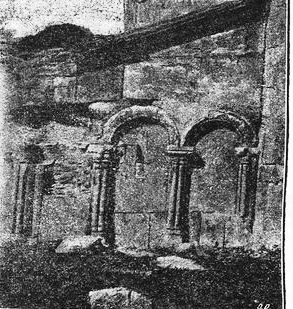
Detalls de l'església 1894
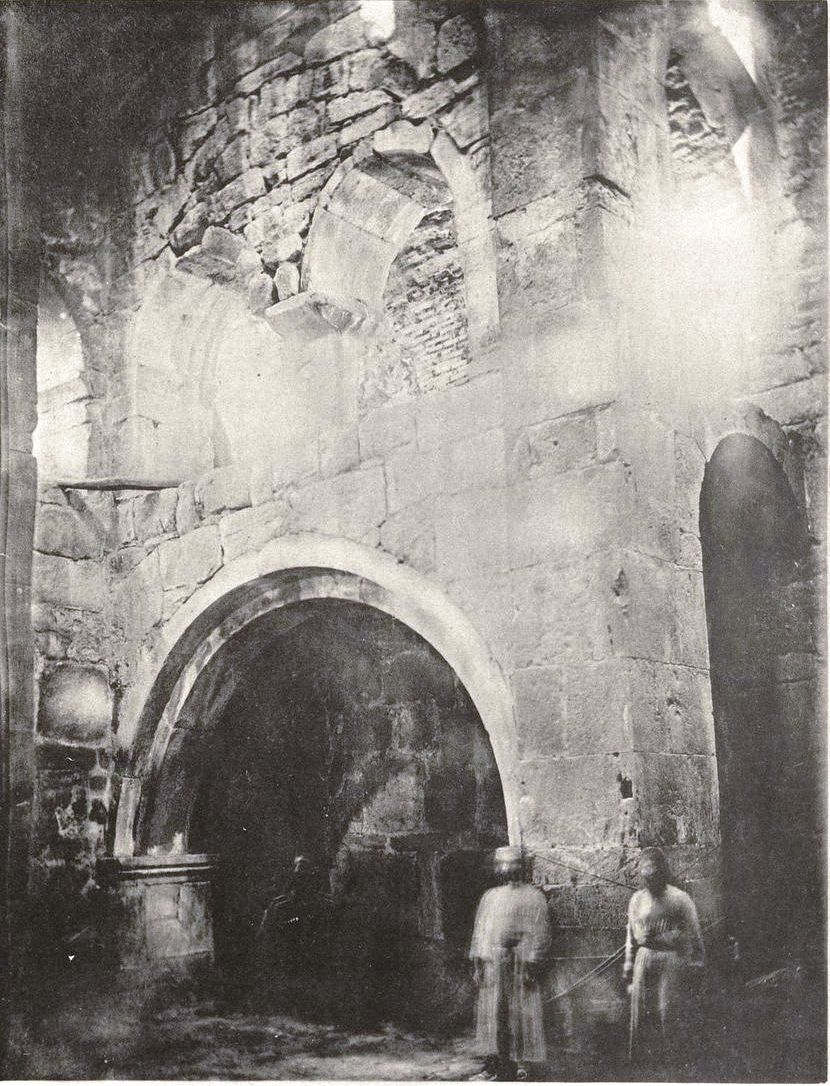
Interior de l'església, 1894
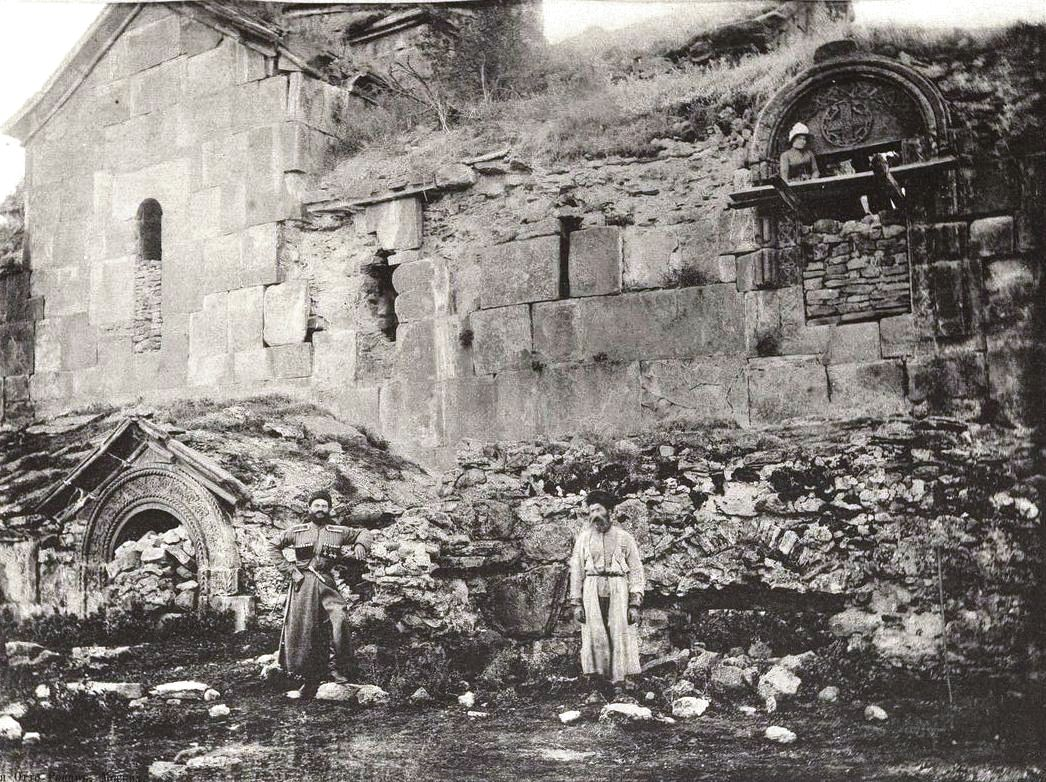
Vista nord, 1894